# Рутчин, Алексей Иванович
Алексей Иванович Рутчин (6 декабря 1911 года — 7 октября 1943 года) — шофёр 109-го гвардейского отдельного истребительного противотанкового дивизиона (110-я гвардейская стрелковая дивизия, 37-я армия, Степной фронт) гвардии старшина, Герой Советского Союза.

## Биография
Родился 6 декабря 1911 года в селе Исянгулово ныне Зианчуринского района Башкирии в семье крестьянина. Русский. Окончил 6 классов школы. Работал на животноводческой ферме в колхозе имени Куйбышева Зианчуринского района, в 1936—1941 годах — на строительстве Каттакурганского водохранилища в Самаркандской области Узбекской ССР.
В Красную Армию был призван в октябре 1941 года Борским райвоенкоматом Куйбышевской области. На фронт попал в декабре 1942 года, в 1943-м вступил в ВКП(б).
Гвардии старшина Рутчин отличился 7 октября 1943 года в бою на правом берегу Днепра в районе села Куцеволовка (Онуфриевский район Кировоградской области). В этом бою он получил тяжёлые ранения и в тот же день скончался. Похоронен Герой из Башкирии был в селе Куцеволовка.
Указом Президиума Верховного Совета СССР «О присвоении звания Героя Советского Союза генералам, офицерскому, сержантскому и рядовому составу Красной Армии» от 22 февраля 1944 года за «образцовое выполнение боевых заданий командования при форсировании реки Днепр, развитие боевых успехов на правом берегу реки и проявленные при этом отвагу и геройство» удостоен посмертно звания Героя Советского Союза с вручением ордена Ленина и медали «Золотая Звезда».

## Подвиг
«Старший шофёр 109-го гвардейского отдельного истребительного противотанкового дивизиона (110-я гвардейская стрелковая дивизия, 37-я армия, Степной фронт) гвардии старшина Рутчин отличился в бою 7 октября 1943 года на правом берегу Днепра в р-не с. Куцеволовка (Онуфриевский р-н Кировоградской обл.): когда в тылы дивизиона прорвалась вражеская пехота, Рутчин организовал круговую оборону и с бойцами подразделения отражал атаки гитлеровцев. Оставшись один, продолжал вести огонь до подхода подкрепления. В этом бою был смертельно ранен».

## Память
Именем Героя названа улица в селе Исянгулово Зианчуринского района Башкирии. На здании школы, где он учился, установлена мемориальная доска.

## Награды
- Медаль «Золотая Звезда» Героя Советского Союза (22.02.1944)[5][6];
- орден Ленина (22.02.1944);
- орден Красной Звезды (26.07.1943)[7];
- медаль «За отвагу» (15.12.1942)[8].